# م.ا. به‌آذین
محمود اعتمادزاده (م.ا. به‌آذین) (۲۳ دی ۱۲۹۳ – ۱۰ خرداد ۱۳۸۵) نویسنده، مترجم و فعال سیاسی معاصر ایرانی بود. به‌آذین فعالیت‌های ادبی خود را از سال ۱۳۲۰ –و زمانی که به علت جراحت در جنگ جهانی دوم یک دست خود را از دست داده بود– با انتشار داستان‌های کوتاه آغاز کرد. نوشته‌ها و داستان‌های کوتاهِ بیشتری در طولِ سالهای بعد به رشتهٔ تحریر درآورد و با ترجمهٔ آثار شکسپیر، بالزاک، رومن رولان، شولوخوف،  گوته  و نگارشِ خاطرات و تجربیاتش از زندان‌های دههٔ ۱۳۵۰، به خدمات ادبی خود ادامه داد. شهرت وی از زمان سردبیری هفته‌نامهٔ کتاب هفته و سپس ریاست کانون نویسندگان آغاز شد.

## زندگی
محمود اعتمادزاده در بیست و سوم دی ۱۲۹۳ در کوی خُمِران چهل‌تن شهر رشت به دنیا آمد. آموزش ابتدائی را در رشت، سه سال اول متوسطه را در مشهد و سه سال آخر متوسطه را در تهران ادامه داد. در سال ۱۳۱۱ جزو دانشجویان اعزامی ایران به فرانسه رفت و تا دی‌ماه ۱۳۱۷ در فرانسه ماند. زبان فرانسوی را آموخت و از دانشکدهٔ مهندسی دریائی برِست (Brest) و دانشکدهٔ مهندسی ساختمان دریائی در پاریس گواهی‌نامه گرفت.
پس از بازگشت به ایران به نیروی دریائی ارتش شاهنشاهی پیوست. او با درجهٔ ستوان دوم مهندس نیروی دریائی در خرمشهر مشغول به کار شد. دو سال بعد به نیروی دریائی در بندر انزلی منتقل شد و ریاست تعمیرگاه این نیرو را به عهده گرفت.
در چهارم شهریور ۱۳۲۰ در جریان اشغال ایران و بمباران بندر انزلی زخم برداشت که منجر به قطع دست چپ او و اتکایش به دست راست تا پایان عمر گشت.
چهارم فروردین ۱۳۲۱ در رشت با اقدس (ربابه) لنکرانیان ازدواج کرد.
چندی بعد، برای رهائی از قیدهایی که افسر نیروی دریائی بودن برای فعالیت سیاسی و ادبی‌اش ایجاد کرده بود، استعفا داد. سرانجام در بهار ۱۳۲۳، به گفتهٔ خودش «رشتهٔ توان‌فرسای خدمت نظامی از گردنش باز شد» و به وزارت فرهنگ منتقل شد. سال‌هائی را به تدریس خصوصی زبان فرانسوی، تدریس ریاضی در دبیرستان‌ها و کار در کتابخانهٔ ملی — در دایرهٔ روزنامه‌ها و مجلات — گذراند. چند هفته‌ای هم در دورهٔ وزارت دکتر کشاورز، در سال ۱۳۲۵، سمت معاونت فرهنگ گیلان به عهده‌اش بود. در پی کودتای ۲۸ مرداد۱۳۳۲ او را منتظرخدمت کردند و دیگر اجازهٔ کار در وزارت فرهنگ را به او ندادند.
او در تقابل با فشار تنگ‌دستی و تنگناهای تأمین زندگی خانواده، به کار ترجمه پرداخت. از آن پس — تا پایان عمر — زندگی او به فعالیت سیاسی و اجتماعی و به ترجمه و نویسندگی گذشت.
به‌آذین روز چهارشنبه ۱۰ خرداد ۱۳۸۵ بر اثر ایست قلبی در بیمارستان آراد تهران درگذشت.

به‌آذین و سیاوش کسرائی در مصاحبه مطبوعاتی روز یکشنبه ۲۰ آبان ۵۸

## فعالیت‌های سیاسی و اجتماعی
دوران کودکی به‌آذین هم‌زمان با جنبش جنگل در گیلان و نیز انقلاب در روسیه بود. بدین روال در دو دههٔ نخستین زندگی‌اش شاهد رویدادهایی تاریخی شد که در ذهن و خاطر او تأثیر عمیقی برجای گذاشتند.
در سال‌های زندگی در فرانسه، در کنار فراگیری زبان و تحصیلات دانشگاهی، با آثار و افکار بسیاری از نویسندگان و اندیشمندان جهان آن روز و نیز با فضای باز آزادی و همچنین با نوشته‌های مارکسیستی آشنا شد. می‌گوید: «شگفتی‌های جادوئی فرنگ در من نقش می‌بست، پرورده می‌شدم. شکل می‌گرفتم و… هرچه بیشتر به کتاب‌های ادبیات و تاریخ و سیاست روی می‌آوردم… گاه هم دست به قلم می‌بردم…».
در پی فروپاشی سلطنت رضاشاه پهلوی پرداختن به سیاست آزاد شد. محمود اعتمادزادهٔ بزرگ‌شده در دوران جنبش جنگل و انقلاب روسیه و جنگ جهانی، به پشتوانهٔ آنچه به‌ویژه در دوران اقامتش در فرانسه در زمینه‌های اجتماعی و سیاسی آموخته بود، رو به فعالیت در راه استقلال و آزادی و عدالت اجتماعی آورد. با خواندن کتاب‌های مارکسیستی به زبان فرانسه به این ایدئولوژی نزدیک شد و به عنوان یک کمونیست در پایان ۱۳۲۳ به حزب تودهٔ ایران پیوست.
در سال‌های پس از کودتای ۲۸ مرداد ۱۳۳۲ پیکار او در راه باورهایش و در راه کسب حقوق انسانی به اشکال گوناگون ادامه یافت و سر و کارش را بارها به زندان انداخت.
در سال ۱۳۴۷ یکی از بنیان‌گذاران اصلی کانون نویسندگان ایران شد و منشور اصلی این کانون را «بر محور آزادی قلم و بیان» بنا نهاد. کار این دورهٔ کانون در حدود دوسالی بیشتر دوام نیاورد. در سال ۱۳۴۹ فریدون تنکابنی به‌خاطر نوشتن کتاب یادداشت‌های شهر شلوغ بازداشت شد. در خرداد ۱۳۴۹، به‌آذین و پنجاه‌وسه تن دیگر در اعلامیه‌ای به بازداشت تنکابنی اعتراض کردند. به‌آذین روز بیست‌ویکم تیرماه بازداشت شد و چهار ماه در زندان‌های قزل‌قلعه و قصر زندانی بود. در ۹ و ۱۱ آبان در دادرسی ارتش به‌آذین، محمدعلی سپانلو و رحمانی‌نژاد توسط دادگاه نظامی به زندان محکوم شدند. در ۲۳ و ۲۴ فروردین ۱۳۵۰ دادگاه تجدیدنظر دادرسی ارتش حکم آنان را، پس از ماه‌ها زندان، به دو ماه زندان قابل‌خرید تبدیل کرد. در این دادگاه‌ها به‌آذین از آزادی قلم و از آزادی تشکل‌های صنفی دفاع کرد.
در اردیبهشت سال ۵۶ دور تازه‌ای از فعالیت‌های کانون آغاز شد که به‌آذین در آن نقشی کلیدی داشت. از جمله، به عنوان عضوی از هیئت دبیران موقت، متن «موضع کانون نویسندگان ایران» را تدوین کرد که بعدها مبنای مرام‌نامه و اساس‌نامهٔ کانون شد. در مهرماه ۱۳۵۶ به‌آذین یکی از سازمان‌دهندگان برگزاری ده شب شعر و سخن‌رانی در انجمن فرهنگی ایران و آلمان (انستیتو گوته) بود. به‌ویژه بیانیهٔ پایانی این مراسم و این فراز پایانی آن که به قلم به‌آذین نوشته و با صدای وی خوانده شد در یادها مانده‌است که:

«دوستان! جوانان! ده شب به صورت جمعیتی که غالباً سر به ده هزار و بیشتر می‌زد آمدید و اینجا روی چمن و خاک نمناک، روی آجر و سمنت لبه حوض، نشسته و ایستاده، در هوای خنک پائیز و گاه ساعت‌ها زیر باران تند صبر کردید و گوش به گویندگان دادید. چه شنیدید؟ آزادی، آزادی و آزادی.»

سوم آذر ۱۳۵۶ به‌همراه پسرش کاوه دستگیر شد. شانزدهم آذر با وثیقه آزاد شد و باز به فعالیت‌های اجتماعی در راه آزادی بیان و قلم، و به موازات آن تلاش‌های سیاسی برای برقراری اتحاد، و کوشش در راه استقلال و آزادی و عدالت بازگشت. می‌گوید: «بار دیگر به امید پی‌ریزی اتحاد وسیع‌تر نیروها که جریان‌های مارکسیستی نیز در آن شرکت داشته باشند، به مسیر دید و بازدیدها و دوندگی‌هایم می‌افتم.» در پی تلاش‌های او و دیگر کوشندگان راه آزادی در کانون نویسندگان، مجمع عمومی کانون در ۳۱ اردیبهشت ۵۷ برگزار شد که در آن به عضویت هیئت دبیران انتخاب شد.
در پیگیری فعالیت‌های سیاسی‌اش، در ۲۶ مهر ماه ۱۳۵۷ سازمان اتحاد دمکراتیک مردم ایران را بنیان گذارد. در جلد دوم کتاب از هر دری در این باب می‌نویسد: «…بیشتر تأکیدم در بحث، همه بر اتحاد نیروهاست برای رسیدن به آزادی و حکومت مردمی و استقلال کشور.» در اول آبان ماه ۵۷ دستگیر و زندانی شد. این اسارت تا ۲۳ دی ۵۷ طول کشید. هم‌زمان با فروپاشی رژیم سلطنتی نوشت:

«آسان‌ترین مرحلهٔ انقلاب با همهٔ درد و رنج و اشک و خون که داشت پشت سر گذارده شد… آیا می‌توان آسوده نشست و نفس تازه کرد؟ نه برادر! باید دست به دست هم داد، همدیگر را داشت. عظیم کاری در پیش است… هنوز سال‌ها و سال‌ها سازندگی پیش روی ملت ماست که باید در فضای همدلی و کوشش همگانی به انجام رسد… ولی چه می‌بینیم؟ از هم‌اکنون فزون‌طلبی و وسوسهٔ تحکم… چه باید کرد؟ چاره وحدت است. نیرومندی در وحدت است. پیروزی به وحدت است…»

پس از انقلاب فعالیت «اتحاد دمکراتیک مردم ایران» را ادامه داد و در عین حال، در پلنوم هفدهم، به عضویت افتخاری کمیتهٔ مرکزی حزب تودهٔ ایران برگزیده شد. به‌آذین دبیر جمعیت ایرانی هواداران صلح نیز بود.
به آذین در انتخابات مجلس خبرگان قانون اساسی از سوی حزب توده در استان گیلان نامزد شد که با کسب ۵٫۷۴٪ از آرا از راه یافتن بازماند.
در سال ۱۳۵۸، در پی انتخاب هیئت دبیران تازهٔ کانون نویسندگان، به‌آذین مقاله‌ای نوشت در مخالفت با استفاده از کانون به عنوان پیکره‌ای سیاسی. هیئت دبیران کانون نویسندگان ایران (باقر پرهام، احمد شاملو، محسن یلفانی، غلام‌حسین ساعدی و اسماعیل خوئی) تصمیم به اخراج به‌آذین، سیاوش کسرائی، هوشنگ ابتهاج، فریدون تنکابنی و محمدتقی برومند گرفت. این تصمیم نهایتاً به تأیید مجمع عمومی کانون نویسندگان ایران رسید و منجر به اخراج همهٔ اعضای توده‌ای کانون به همراه این پنج تن شد.
به‌آذین برای دنبال کردن هدف‌های صنفی‌اش، به یاری شماری از قلم‌زنان و هنرمندان کشور، در پائیز ۱۳۵۸ شورای نویسندگان و هنرمندان ایران را پی‌ریزی کرد.
در ۱۷ بهمن ۱۳۶۱ در جریان دستگیری‌های گستردهٔ اعضای حزب تودهٔ ایران دستگیر شد. وی در برنامه‌های تلویزیونی که توسط حکومت به نمایش درآمد مجبور به نفی گذشته و ایدئولوژی خود و نیز حزب تودهٔ ایران شد. بلافاصله پس از بازداشت او، همسرش به حسینعلی منتظری شکایت برد و نوشت که به او اجازهٔ دیدار شوهرش را نمی‌دهند و پسرش را هم دستگیر کرده‌اند. همسر به‌آذین در نامه‌اش خاطرنشان ساخت «پسرم را گرو گرفته‌اند تا از او علیه پدرش استفاده کنند.» وی در شکایت‌نامهٔ خود از مسئولان شکوه می‌کند که آن‌ها اَنگ «خیانت» به شوهرش زده، وی را مجبور کردند که «خودکشی عقیدتی کند»، کسی که دستش را برای کشورش فدا نموده بود.
تا سال ۱۳۶۹ در زندان ماند و تحت شکنجه‌های سختی قرار گرفت. پس از آزادی از زندان، همواره از عوارض دوران بازداشت و شکنجه‌های سخت رنج می‌برد. در تیرماه ۱۳۷۰، چند ماهی پس از آزادی از زندان جمهوری اسلامی، خاطرات خود را به روی کاغذ آورد و از نحوهٔ شکنجه‌ها و برخورد بازجویان، علی‌رغم دفاع او از انقلاب و «نظام انقلابی» نوشت. این نوشته که سال‌ها پنهان مانده بود، سه سال پس از مرگ به‌آذین، در دی‌ماه ۱۳۸۸ و در ۱۲۸ برگ منتشر شد.
در سال‌های پسین زندگی در مصاحبه با چیستا گفت:

«دغدغهٔ بزرگ من در چند سال اخیر سرنوشت کرهٔ خاکی ماست که دواسبه به سوی نابودی رانده می‌شود. بیکاری اجباری ده‌ها و به‌زودی صدها میلیونی… بیماری‌های واگیردار ناشناخته یا دوباره سر برآورده… جنگ و کشتار به بهانهٔ دعواهای مرزی، و دشمنی‌های قومی که می‌باید بازار فروش سلاح‌های از رده بیرون شدهٔ کشورهای پیش‌رفته را گرم بدارد. زمین دارد رمق از دست می‌دهد. نفسش دارد به شماره می‌افتد. باید پیش از آن که دیر شود، به دادش رسید… خیزش عمومی جهان لازم است. هر جا و همه جا، در راستای مهار کردن تولید انبوه سلاح، و ناممکن ساختن اسراف دیوانه‌وار کنونی در مصرف. من نیستم؛ اما نگذارید جهان نابود شود. به‌پا خیزید!»

سه سال پیش از مرگ، بر اعتقاد خود به راه و روالی که پیموده تأکید کرد و در پاسخ مصاحبه‌گری که از او می‌پرسید «آیا اگر فرصت دوباره‌ای برای زیستن به شما بدهند بازهم همین راهی را که تاکنون پیموده‌اید در پیش خواهید گرفت؟» گفت: «دوست ارجمند، بر من ببخشید و سراب زندگی دوباره را به رُخَم نکشید. پرسشی که پاسخ نمی‌تواند داشت از من نکنید. من جز آنچه بودم نمی‌توانم بود…»

## فعالیت‌های ادبی
روزنامه‌نگاری از نخستین عرصه‌های فعالیت ادبی او بود. نخستین نشریه‌ای که نوشته‌هائی از او را چاپ کرد مردان کار بود. در آن زمان او هنوز افسر نیروی دریائی بود و از آنجا که کارکنان ارتش به کلی ممنوع‌القلم بودند، ناگزیر نوشته‌هایش را به نام‌های مستعار به دست چاپ می‌سپرد. نام «م.ا. به‌آذین» را در نشریهٔ مردان کار برای خود برگزید، و محمود اعتمادزاده بیش از شش‌دهه به این نام شناخته و خطاب شد.
در همین ایام با روزنامهٔ داریای حسن ارسنجانی نیز همکاری قلمی داشت: «مقاله می‌نوشتم، داستان می‌دادم، مصاحبه می‌کردم. همه بی‌مزد و بی‌منّت.» به مرور و با شناخت بیشتراز آرا و افکار ارسنجانی، راهش از او جدا شد و همکاری‌اش را با او قطع کرد.
در اواخر دههٔ ۳۰ سردبیری مجلهٔ ادبی-اجتماعی صدف و هفته‌نامهٔ کتاب هفته و نشریهٔ پیام نو را عهده‌دار شد. در سال‌های ۱۳۵۶ تا ۱۳۶۱ با مسئولیت وی هفته‌نامه‌های سوگند، پیام نوین و اتحاد مردم منتشر شد. او همچنین سردبیر فصل نامهٔ شورای نویسندگان و هنرمندان ایران بود.
آنچه او از همه بیشتر دوست می‌داشت، نویسندگی بود. «من نویسندگی می‌خواستم، نویسندگی، کشش دردناک هستی من». نخستین اثر او در سال ۱۳۲۳ به صورت مجموعه‌داستانی به نام پراکنده به چاپ رسید. کتاب بعدی، با موضوع‌های اجتماعی و به سبکی واقع گرایانه، به‌سوی مردم نام داشت. نخستین رمان بلندش، دختر رعیت، در حال و هوای جنبش جنگل سیر می‌کند و نقش پرند سخن از امید و زیبائی‌های زندگی می‌گوید. خانوادهٔ امین‌زادگان پس از آن که دو فصلش در سال‌های ۳۶ و ۳۷ برای نخستین بار در مجلهٔ صدف به چاپ رسید، ناتمام باقی ماند. مهرهٔ مار، شهر خدا و از آن سوی دیوار، داستانی ضد جنگ، از دیگر مجموعه‌داستان‌های به‌آذین در سال‌های پیش از انقلاب ۵۷ هستند. مرگ سیمرغ، ‘‘مانگدیم و خورشیدچهر، سایه‌های باغ، چال و بسیاری داستان‌های کوتاه دیگر، از جمله شماری که در مجلهٔ چیستا چاپ شدند، از دیگر آثار داستانی فراوان او در سال‌های پس از انقلاب‌اند.
به‌آذین در عرصهٔ نمایشنامه نویسی هم قلم آزمود. نمایشنامهٔ کاوه (۱۳۵۵) گویای حدیثی باستانی با بیان و شگردهای هنری معاصر است.
پژوهش و فلسفه از دیگر عرصه‌های فعالیت به‌آذین بود. قالی ایران (۱۳۴۴) نگاهی به پیشینهٔ قالی دارد و با دیدی پژوهشگرانه به فنّ قالی‌بافی، طرح‌ها و نقش‌های قالی، مناطق قالی‌بافی در ایران و چشم‌انداز صنعت قالی در ایران می‌پردازد. در کتاب پژوهشیِ گفتار در آزادی (۱۳۴۷) به بررسی جنبه‌های مختلف مفهوم آزادی می‌پردازد. در کتاب بر دریا کنار مثنوی دیدگاه‌های فلسفی خود را بیان می‌کند.
عرصهٔ دیگر کار او وقایع‌نگاری و مستندنویسی بود. پس از آزادی از زندان در سال ۱۳۵۱ مهمان این آقایان را نوشت. گواهی چشم و گوش حاصل سفر او به جمهوری دموکراتیک افغانستان در سال ۱۳۵۹ بود. نامه‌هائی به پسر (۱۳۸۱) مجموعه‌ای است از نامه‌هائی به پسرش زرتشت در فاصلهٔ زمانی انقلاب ۱۳۵۷و چند سال پس از آن؛ و بالاخره بزرگ‌ترین اثر مستندش، از هر دری…، زندگینامهٔ سیاسی-اجتماعی اوست که شامل ۵ کتاب است. تاکنون کتاب‌های اول و دوم این مجموعه به چاپ رسیده اما کتاب‌های بعدی هنوز اجازهٔ انتشار نیافته‌اند.
به رغم علاقهٔ وافر به نوشتن، در درجهٔ اول برای تأمین گذران زندگی، و نیز، به گفتهٔ خودش، «بر اثر فشار جنایتکارانه‌ای که در این روزگار ناخجسته بر اندیشه سنگینی می‌کند»، به اجبار، تا حد زیادی از نوشتن دور شد و در یک «تصادف نیک» به‌طور جدی پای در عرصهٔ ترجمه گذاشت. «بیکار بودم. ناگزیر پیشنهاد ترجمهٔ باباگوریو اثر بالزاک را پذیرفتم و در کمتر از دوماه آن را تحویل دادم. دستمزدم به هزار تومانی سر می‌زد. گشایشی بود. سپاسگزارم.»
از آن پس آثار بسیاری از نویسندگان بزرگ جهان (بالزاک، رومن رولان، شکسپیر، شولوخف…) را به فارسی شیوائی ترجمه کرد. وسواسش در انتخاب آثار، و روانی و دقت ترجمه‌هایش، به او جای ویژه‌ای در میان مترجمان مشهور ایران داده‌است.
پس از آزادی از زندان نیز، علی‌رغم عوارض شکنجه‌های دوران بازداشت، آثاری از خود برجای گذاشت. زبان نوشته‌ها و ترجمه‌های او فاخر و رنگین است و آهنگ جمله‌ها و واژه‌ها در آن جای والایی دارد.
به‌آذین دربارهٔ وظیفهٔ هنر و ادبیات گفته‌است: «... که می‌توان و باید به یاری هنر جامعه را دگرگون کرد و شاعران و نویسندگان در برابر مردم و تکامل اجتماعی متعهد و مسئول هستند…»
پیشتر، هنگامی که در زندان قصر بود، در گفتاری با دیگر زندانیان سیاسی، گفته‌بود:

«راه دو بیش نیست: یا مزدور و ریزه‌خوار قدرت بودن، فراغت بی‌ثمرش را به زیبائی‌ها آراستن، حق را در پایش قربانی کردن؛ یا در کنار مردم بودن، امید را در ایشان زنده نگه‌داشتن، دیدگانشان را به زیبائی و حق گشودن؛ زیرا که زیبائی نیرو است، و حق نیرو است، خاصه در زمینهٔ گستردهٔ زشتی و بیدادی که بر مردم می‌رود. اما زیبائی و حق به اعتبار آدمی‌ست. پس آدمی و همهٔ آنچه نیاز زندگی اوست، شرط شکفتگی تن و جان اوست، در مرکز ادبیات جای دارد، هسته و مغز زندهٔ آن است.»

## نوشته‌ها
- پراکنده (۱۳۲۳)
- به‌سوی مردم (۱۳۲۷)
- خانوادهٔ امین‌زادگان (رمان ناتمام)
- دختر رعیت (۱۳۳۰)
- نقش پرند (۱۳۳۴)
- مهرهٔ مار (۱۳۴۴)
- قالی ایران (۱۳۴۴)
- گفتار در آزادی (۱۳۴۷)
- شهر خدا (۱۳۴۹)
- مهمان این آقایان (۱۳۵۰، چاپ ۱۹۷۵، کُلن، آلمان)
- از آن سوی دیوار (۱۳۵۱)
- کاوه (نمایشنامه، ۱۳۵۵)
- مانگدیم و خورشیدچهر (۱۳۶۹)
- بار دیگر و این بار… (۱۳۷۰، انتشار: ۱۳۸۸)
- از هر دری… (۱۳۷۱ کلن و ۱۳۷۲)
- بر دریاکنار مثنوی و دید و دریافت (۱۳۷۷)
- نامه‌هایی به پسر (۱۳۸۲)
- چال (۱۳۸۵)

## ترجمه‌ها
- بابا گوریو، نوشتهٔ اُنوره دو بالزاک
- زن سی‌ساله، نوشتهٔ اُنوره دو بالزاک
- زنبق درّه، نوشتهٔ اُنوره دو بالزاک
- چرم ساغری، نوشتهٔ اُنوره دو بالزاک
- دخترعمو بِت، نوشتهٔ اُنوره دو بالزاک
- ژان-کریستف، نوشتهٔ رومن رولان
- بازی عشق و مرگ، نوشتهٔ رومن رولان
- جان شیفته، نوشتهٔ رومن رولان
- سفر درونی، نوشتهٔ رومن رولان
- زمین نوآباد، نوشتهٔ میخائیل شولوخف
- دُنِ آرام، نوشتهٔ میخائیل شولوخف
- آنها برای میهن خود جنگیدند، نوشتهٔ میخائیل شولوخف (در مجلهٔ پیام نوین)
- شاه لیر، نوشتهٔ ویلیام شکسپیر
- هملت، نوشتهٔ ویلیام شکسپیر
- اُتللو، نوشتهٔ ویلیام شکسپیر
- استثناء و قاعده، نوشتهٔ برتولت برشت
- چاپایف، نوشتهٔ دمیتری فورمانُف
- فاوست، نوشتهٔ یوهان ولفگانگ فون گوته
- نامهٔ سَن میکِله، نوشتهٔ اکسل مونته، ۱۳۷۹، تهران، نشر آتیه
- داستان اولن اشپیگل، نوشتهٔ شارل دو کوستر

## پانوشت‌ها
1. ↑  ارواند آبراهامیان (۱۳۸۲ (۲۰۰۳))، اعترافات شکنجه‌شدگان عبدالعلی دستفروش در اوائل سال ۵۷ کتابی در تحلیل اشاره او منتشر کرد.، ترجمهٔ رضا شریفها، نشر باران (سوئد)، ص. صفحهٔ ۲۹۰، شابک ۹۱-۸۸۲۹۷-۸۰-۲ تاریخ وارد شده در |سال= را بررسی کنید (کمک)
2. ↑  خُمِر به ضم خا و کسر میم به معنی کوزه‌گر، کوی خُمران یعنی محلهٔ کوزه‌گران
3. ↑  دوبرادر، خاطرات محمد حسین دانائی، انتشارات اطلاعات، چاپ دوم، 1393، تهران، صفحات 321-320 و 340-337
4. ↑  "Election Results" (PDF), Enghelab-e-Eslami, no. 41, p. 3, 8 August 1979[پیوند مرده]
5. ↑  چرا توده‌ای‌های کانون نویسندگان اخراج شدند؟، بی‌بی‌سی فارسی
6. ↑  کتاب حدیث تشنه و آب، صفحه ۷۲ تا ۸۵ نوشته منصور کوشان
7. ↑  ارواند آبراهامیان (۱۳۸۲ (۲۰۰۳))، اعترافات شکنجه‌شدگان، ترجمهٔ رضا شریفها، نشر باران (سوئد)، ص. ۲۹۰–۲۹۵، شابک ۹۱-۸۸۲۹۷-۸۰-۲ تاریخ وارد شده در |سال= را بررسی کنید (کمک)
8. ↑  علی امینی نجفی، مهمان «برادران»، خاطرات زندان به‌آذین، بی‌بی‌سی فارسی، سه شنبه ۱۲ ژانویه ۲۰۱۰–۲۲ دی ۱۳۸۸